# 米爾福德 (印地安納州第開特縣)
米爾福德（英語：Milford）是位於美國印地安納州第開特縣的一個非建制地區。該地的面積和人口皆未知。

## 地理
米爾福德的座標為39°21′01″N 85°37′10″W / 39.35028°N 85.61944°W，而該地的平均海拔高度為257米（即843英尺）。